# Ustav
Ustav je temeljni pravni akt neke države kojim se uspostavlja politički i pravni poredak. Ustav obično sadrži načelne propise o društvenom, ekonomskom i političkom poretku države, definira prava i dužnosti građana, određuje najviše organe vlasti, njihove međusobne odnose i odnose prema nižim organima i građanima.
U formalnom smislu to je jedinstveni pisani akt najviše pravne snage, dok je u materijalnom smislu to svaki pravni akt koji se dotiče ustavne materije. Najstariji pisani ustavi koji su i danas u upotrebi su Ustav San Marina iz 1600. godine, te Ustav SAD-a iz 1787. Danas (2015.) većina država ima pisani ustav;  izuzetak su Ujedinjeno Kraljevstvo, Izrael i Butan.
Prvi moderni ustav u Europi proglasila je Poljsko-Litavska Unija 3. svibnja 1791. (Trećesvibanjski Ustav), a u rujnu 1791. Ustav donosi i Prva Francuska Republika.

## Poveznice
- Ustav Republike Hrvatske